# Эль-Бахлулия
Эль-Бахлулия (араб. البهلولية‎) — небольшой город на северо-западе Сирии, расположенный на территории мухафазы Латакия. Входит в состав района Латакия. Является административным центром одноимённой нахии.

## Географическое положение
Город находится на западе центральной части мухафазы, к югу от Водохранилища 16 октября, образованного на реке Нахр-эль-Кебир-эш-Шамали, на высоте 74 метров над уровнем моря.

Эль-Бахлулия расположена на расстоянии приблизительно 12 километров к северо-востоку от города Латакия, административного центра провинции и на расстоянии 233 километров к северо-северо-западу (NNW) от Дамаска, столицы страны.

## Население
По данным официальной переписи 2004 года численность населения города составляла 4665 человек (2406 мужчин и 2259 женщин). В конфессиональном составе населения преобладают алавиты.

## Транспорт
Ближайший гражданский аэропорт — Международный аэропорт имени Басиля Аль-Асада.